# Alianza para la prosperidad del Triángulo Norte de la América Central
La Alianza estratégica para la prosperidad del Triángulo Norte de la América Central es un plan propuesto por la administración del presidente estadounidense Barack Obama para fortalecer el desarrollo del Triángulo Norte de Centroamérica.

## Descripción
El plan fue presentado a los Comités de Relaciones Exteriores del Congreso y el Senado de los Estados Unidos de América, por parte de embajadores de Guatemala, Honduras y El Salvador, se conoció expresó Alejandra Gordillo, Secretaria ejecutiva del Consejo Nacional de Atención al Migrante de Guatemala, —CONAMIGUA—.
El plan busca establecer las prioridades sociales y económicas de los tres países y obtener los recursos necesarios para implementar y contempla soluciones a lo largo de cinco años, en las regiones que han sido claramente identificadas como las de mayor necesidad de atención y desde las cuales fluye la mayor cantidad de migrantes en sus respectivos países. El Plan del Triángulo Norte se trata de un proyecto de cooperación donde solo ciertos países invierten en el desarrollo de otras naciones, y el cual está dirigido a ayudar a comunidades específicas.
Dentro de los lineamientos del plan para la prosperidad, se encuentra la dinamización al sector productivo de los países para crear oportunidades económicas para el capital humano, mejoría de la seguridad ciudadana, acceso a la justicia y el fortalecimiento de instituciones para aumentar la confianza de la población en el Estado.
El plan también es parte de una estrategia de los Estados Unidos para mantener su hegemonía histórica en Centroamérica, ya esta se veía amenazada por la construcción del Canal de Nicaragua que está realizando la empresa china  «HK Nicaragua Canal Development», y las exploraciones mineras en la región por parte de empresas rusas.